# متلازمة العضلة الكابة المدورة
متلازمة العضلة الكابة المدورة (بالإنجليزية: Pronator teres syndrome)‏ هي اعتلال عصبي ينتج عن انضغاط العصب المتوسط عند مروره في منطقة المرفق. تشبه هذه الحالة إلى حدٍّ ما متلازمة نفق الرسغ التي تنجم عن انضغاط العصب المتوسط في المعصم، ومتلازمة انضغاط الفرع الأمامي للعصب المتوسط بين عظمي الساعد.

## الأعراض
يمكن أن يسبب انضغاط العصب المتوسط في منطقة المرفق أو بداية الساعد ألماً وتنميلاً في المناطق الجلدية التي يعصبها هذا العصب، وضعفاً في عضلات اليد التي يعصبها وتشمل: قابضة الأصابع العميقة، قابضة الإبهام الطويلة، والعضلة الكابة المربعة.

## الأسباب
السبب الأكثر شيوعاً لهذه المتلازمة انضغاط العصب المتوسط بين رأسي العضلة الكابة المدورة، ومن الأسباب الأخرى انضغاط العصب المتوسط تحت الوتر الليفي للعضلة قابضة الأصابع السطحية، وإصابة العصب المتوسط في سياق اعتلالات الأعصاب.

## تشريح
يمر العصب المتوسط عبر الحفرة المرفقية، ويسير في منطقة الساعد بين رأسي العضلة الكابة المدورة، ثم يعبر بين العضلة قابضة الأصابع العميقة وقابضة الأصابع السطحية ليدخل اليد أخيراً بعد مروره عبر نفق الرسغ على الوجه الأمامي للساعد. يعصب العصب المتوسط معظم العضلات القابضة في الساعد واليد، أما القسم الحسي للعصب فهو مسؤول عن الإحساس في منطقة جلد الإبهام والسبابة والإصبع الوسطى.
يتفرع العصب المتوسط في بداية الساعد ليعطي العصب بين العظمين الأمامي، يُعصب هذا الفرع: العضلة قابضة الأصابع العميقة والعضلة قابضة الإبهام الطويلة والعضلة الكابة المربعة وينتهي بعبوره ضمن نفق الرسغ، يؤدي انضغاط العصب المتوسط في بداية الساعد إلى ضعف هذه العضلات الثلاثة، ويمكن أن يسبب ألماً مبرحاً في منطقة الرسغ.

## التشخيص
تتميز هذه المتلازمة سريرياً بقساوة وألم في منطقة مرور العصب المتوسط، بالإضافة لضعف العضلة قابضة الأصابع العميقة والعضلة قابضة الإبهام الطويلة والعضلة الكابة المربعة وهو الأمر الذي يقود إلى صعوبة القيام بحركة الكماشة. يمكن كذلك ملاحظة التغيرات الحسية في الأصابع الثلاثة الأولى وراحة اليد مما يعكس الاضطراب في القسم البعيد من العصب المتوسط. تختلف المظاهر السريرية وتخطيط الأعصاب الكهربائي في متلازمة العضلة الكابة المدورة عنه في متلازمة نفق الرسغ ومتلازمة انضغاط الفرع الأمامي للعصب المتوسط بين عظمي الساعد، ويعتبر تحديد مكان انضغاط العصب ضرورياً لاختيار العلاج المناسب.
من العلامات التي تميز متلازمة العضلة الكابة المدورة عند إجراء تخطيط الأعصاب الكهربائي: بطء سرعة التوصيل الكهربائي في الجزء الأول من العصب المتوسط، وبقاء السرعة طبيعية في منطقة الرسغ. على الرغم من أن تصوير الساعد واليد بالرنين المغناطيسي قد يُظهر ضمور العضلات الناتج عن انضغاط العصب المتوسط إلا أن دوره في تقييم متلازمة العضلة الكابة المدورة غير متفق عليه حتى الآن.

## العلاج
من العلاجات التي يمكن أن تخفف أعراض هذه المتلازمة حقن الكورتيزون في العضلة الكابة المدورة وهو الأمر الذي يقلل من الوذمة ويخفف انضغاط العصب المتوسط. ومن العلاجات المقترحة أيضاً التدليك المتكرر لتخفيف انضغاط العصب، ويقتصر العلاج الجراحي على بعض الحالات المختارة.